# Liste von Persönlichkeiten der Gemeinde Hinterzarten
Die Liste von Persönlichkeiten der Gemeinde Hinterzarten enthält Personen, die in Hinterzarten geboren wurden, sowie solche, die dort zeitweise gelebt und gewirkt haben, jeweils chronologisch aufgelistet nach dem Geburtsjahr. Die Liste erhebt keinen Anspruch auf Vollständigkeit.

## Ehrenbürger
- Käthe Kresse (* 1903), erhielt am 18. November 1945 das Ehrenbürgerrecht der Gemeinde „für die erduldeten Leiden Ihres verstorbenen Herrn Gemahls und für die Ungerechtigkeiten, die Ihnen von Seiten eines Teils der Hinterzartener Bevölkerung während der Nazi-Zeit widerfahren sind“. Ihr Ehemann Emil Kresse war am 22. Oktober 1940 in das KZ Gurs deportiert worden und am 4. November 1945 an den Folgen des KZ-Aufenthalts gestorben.[1]
- Ekkehard Liehl (1911–2003), Geograph und Bibliothekar an der Universitätsbibliothek Freiburg, publizierte zur Heimatkunde von Hinterzarten, erhielt 1986 die Ehrenbürgerwürde, ist in Hinterzarten begraben
- Georg Thoma (* 1937), erhielt 1987 die Ehrenbürgerwürde der Gemeinde[2]
- Erivan Haub (1932–2018), Unternehmer und Mäzen, wurde 2013 zusammen mit seiner Ehefrau Helga zum Ehrenbürger ernannt[2]

## In Hinterzarten geborene Persönlichkeiten
- Bobby Todd (Hans Karl Rohrer, 1904–1980), Schauspieler und Regisseur
- Georg Thoma (* 1937), Sieger in der Nordischen Kombination bei den Olympischen Spielen 1960[3]
- Georg Waldvogel (* 1961), Skispringer[4]
- Wolfgang Steiert (1963–2024), Skispringer und Skisprungtrainer
- Gundolf Thoma (* 1965), Skirennläufer
- Dieter Thoma (* 1969), Skispringer[5]

## Personen mit Bezug zum Gymnasium Birklehof (Auswahl)
Folgende Persönlichkeiten haben einen Bezug zum Gymnasium Birklehof:
- Clara von Arnim (1909–2009), Autorin, Hauserwachsene am Birklehof 1959–1962
- Peter von Blomberg, ehemaliger stellvertretender Vorsitzender von Transparency International Deutschland
- Karl Heinz Bohrer (1932–2021), Literaturtheoretiker und Publizist, Schüler am Gymnasium Birklehof
- Daniel von Borries (Abitur 1983), Versicherungsmanager
- Adrian Braunbehrens, Philologe, Johann-Peter-Hebel-Forscher
- Volkmar Braunbehrens, Musikwissenschaftler und Publizist
- Henning Burk, Regisseur und Drehbuchautor
- Carl-Hubertus von Butler (Abitur 1970), Generalleutnant a. D. des Heeres der Bundeswehr, zuletzt Befehlshaber des Heeresführungskommandos
- Georg Ruprecht von Butler (Abitur 1943), ehemaliger Offizier, zuletzt Generalmajor der Bundeswehr
- Carl Joachim Classen (1928–2013), Klassischer Philologe, lehrte am Gymnasium Birklehof
- Clemens Cording (Abitur 1964), Hochschullehrer für Psychiatrie und für Psychotherapeutische Medizin
- Alexandra Dinges-Dierig (* 1953), Politikerin, ehemalige Bildungssenatorin (CDU) in Hamburg, machte 1972 ihr Abitur am Gymnasium Birklehof
- Gerhard Dohrn-van Rossum, Professor für Geschichte, TU Chemnitz
- Gabrielle Donnay (musste den Birklehof aufgrund ihrer jüdischen Wurzeln verlassen), Wissenschaftlerin der Kristallographie und Wissenschaftshistorikerin, McGill University, Carnegie Institution for Science
- Heilwig Gräfin zu Eulenburg (Abitur 1958), Schriftstellerin
- Nikolaus von Festenberg (Abitur 1966), ehemaliger Spiegel-Redakteur
- Caroline Fetscher (Abitur 1977), Journalistin, seit 1997 Mitarbeiterin des Berliner Tagesspiegel
- Irene Fischer, Schauspielerin („Lindenstraße“)
- Hellmut Flashar (1929–2022), Klassischer Philologe, 1952 und 1954–56 Mitarbeiter im Platon-Archiv
- Hans Karl Fritzsche (1914–1999), Offizier, Widerstandskämpfer und Ministerialbeamter; von 1950 bis 1955 Lehrer und Erzieher
- Heinrich zu Fürstenberg (kurzzeitig), Brauerei- und Großgrundbesitzer
- Herbert Girardet (Abitur 1961), Autor, Filmemacher, Vorsitzender der Schumacher-Gesellschaft in England, Gastprofessor verschiedener Universitäten in England, Programmdirektor des World Future Council
- Gottfried Gruben (Abitur 1949), Bauforscher
- Dietrich Hahn (kurzzeitig 1960), Publizist
- Friedemann Hahn, Maler
- Kurt Hahn (1886–1974), Gründer des Birklehofs und der Schlossschule Salem
- Hartmut von Hentig (1953–1955), Pädagoge und Nestor der Reformpädagogik
- Christian Heimpel, Politologe und Wirtschaftswissenschaftler
- Hermann Heimpel (Abitur 1950), Hämatologe, Onkologe und Hochschullehrer
- Ulrich Huber (Abitur 1954), Professor der Rechtswissenschaften
- Ewald-Heinrich von Kleist-Schmenzin, Offizier und Widerstandskämpfer
- Michael Klett, Stuttgarter Verleger
- Felix zu Knyphausen, (Abitur 1989), Schauspieler und Drehbuchautor
- Caio Koch-Weser (* 1944), Finanzexperte, besuchte ab 1961 das humanistische Gymnasium Birklehof
- Tom Koenigs (Abitur 1962), MdB, Grünen-Politiker, UN-Diplomat, Menschenrechtsbeauftragter der deutschen Bundesregierung unter Bundeskanzler Gerhard Schröder, bis Februar 2006 Sonderbeauftragter des Generalsekretärs der Vereinten Nationen für Afghanistan
- Wolf Koenigs (Abitur 1961), Bauforscher und Denkmalpfleger
- Jürgen von Kruedener, Historiker, 1987 bis 1993 Präsident der Universität der Bundeswehr München
- Helmut Lindemann, Publizist, Schulleiter 1961/1962
- Marie Marcks (1922–2014), Karikaturistin, besuchte das humanistische Gymnasium Birklehof
- Bruno Müller-Oerlinghausen, Professor, Psychopharmakologe
- Christof Müller-Wirth (Abitur 1949), Verleger und Journalist
- Uwe Nettelbeck, Schriftsteller, Herausgeber Die Republik
- Christian Petry (Abitur 1962), Historiker, Sozialwissenschaftler und Pädagoge
- Georg Picht (1913–1982), Philosoph, Theologe und Pädagoge
- Edith Picht-Axenfeld (1914–2001), Pianistin und Cembalistin
- Ilka Piepgras, Autorin und Journalistin, Redakteurin beim ZEIT-Magazin
- Ludwig Salgo (1957 bis 1958), Professor der Rechtswissenschaften, Kinder- und Familienrechtler in Frankfurt, Fachberater der Bundesregierung
- Meike Schlüter (Abitur 1991) Schauspielerin
- Barbara Schmitz (Abitur 1988) Philosophin
- Michael Schönborn, (1967–1970) österreichischer Schauspieler
- Gottfried Schramm, Historiker
- Wieland Schulz-Keil (Abitur 1966), Filmproduzent
- Ernst-Ludwig Schwandner (1938–2021), Bauforscher, machte 1958 sein Abitur am Gymnasium Birklehof
- Kurt Thomas, ehemaliger Thomaskantor, leitete in den 1960er Jahren regelmäßig einmal pro Jahr eine Schulchorwoche mit geistlichen Werken Johann Sebastian Bachs
- Rudolf Till, Altphilologe, Unterrichtsleiter bis 1958
- Moritz von Uslar (* 1970), Autor und Journalist, Ex-Spiegel-Redakteur, Schüler am Gymnasium Birklehof
- Henning Venske, Kabarettist
- Ernst Ulrich von Weizsäcker (1/4 Jahr 1952), bis 2000 Präsident des Wuppertal Instituts für Klima, Umwelt, Energie
- Günter Wojaczek (1932–1997), Altphilologe (unterrichtete hier vom 1. Januar 1960 bis zum Schuljahresende am 7. April 1960)
- Daniel Ziblatt, Politikwissenschaftler, Harvard University

## Personen mit sonstigem Bezug zu Hinterzarten
- Emil Thoma (1854–1932), Oberbürgermeister von Freiburg im Breisgau, Namensgeber des Emil-Thoma-Wanderweges in Hinterzarten
- Hermann Dischler (1866–1935), Maler, errichtete 1907 in Hinterzarten ein Haus zur Veranstaltung regelmäßiger Kunstausstellungen und starb 1935 in der Gemeinde
- Oskar Rümmele (1890–1975), Gewerkschafter und Politiker, Mitbegründer der CDU in Hinterzarten und ehemaliger Bürgermeister
- Gerda von Below (1894–1975), Schriftstellerin, lebte von 1953 bis 1954 in Hinterzarten
- Otto Müller-Hartau (1898–1969), Maler, lebte ab 1950 in Hinterzarten und ist hier begraben[6]
- Jörg Erb (1899–1975), evangelischer Pädagoge, Verfasser von „Schild des Glaubens“, Leiter der Grund- und Hauptschule Hinterzarten
- Wilhelm Peter Lillig (1900–1945), deutscher Bergingenieur und leitender NS-Wirtschaftsfunktionär, starb in Hinterzarten
- Franz Beckert (1907–1973), Turner und Olympiasieger, ist in Hinterzarten begraben
- Siegfried Flügge (1912–1997), Physiker, starb in Hinterzarten
- Michael Földi (1920–2018), ungarischer Arzt, spezialisiert auf die Behandlung von Lymphödemen, zusammen mit seiner Ehefrau Etelka Földi Begründer der Földiklinik im ehemaligen Hotel Weißes Rössle
- Hans-Joachim Baeuchle (1922–2007), Politiker (SPD), leitete mit seiner Frau eine noch heute bestehende Buchhandlung in Hinterzarten, starb im Ort
- Wolfgang Marschner (1926–2020), Violinist, Geigenpädagoge, Komponist und Dirigent, gründete das nach ihm benannte jährliche Musik-Festival in Hinterzarten, erhielt 2011 den Ehrenteller der Gemeinde[7]
- Hellmut Flashar (1929–2022), Klassischer Philologe, Wissenschaftlicher Angestellter im Platon-Archiv in Hinterzarten
- Klaus Engelhardt (* 1932), evangelischer Theologe, zeitweise Vikar in Hinterzarten
- Wilfried Feldenkirchen (1947–2010), Wirtschaftshistoriker, starb im Ortsteil Erlenbruck bei einem Unfall mit einem Nachbau der Elektrischen Viktoria
- Enjott Schneider (* 1950), Komponist, Musikwissenschaftler und Hochschullehrer, ab 1975 als Kirchenmusiker in Hinterzarten tätig
- Juliane Lorenz (* 1957), Filmeditorin, Regisseurin, Produzentin und Autorin, wuchs eine Zeit lang in Hinterzarten auf
- Joachim Wissler (* 1963), Koch, nach der Ausbildung zeitweise in Hinterzarten tätig
- Gottfried Hummel (* 1968), Komponist und Dirigent der Trachtenkapelle Hinterzarten seit 1998
- Jörn Schwinkendorf (* 1971), Fußballspieler, Tennislehrer in Hinterzarten[8]
- Sven Hannawald (* 1974 in Erlabrunn), Skispringer, lebte einige Jahre in Hinterzarten
- Die niederländische Fußballnationalmannschaft hatte während der Fußball-Weltmeisterschaft 2006 ihr Quartier in Hinterzarten